# Paradicsom (növényfaj)

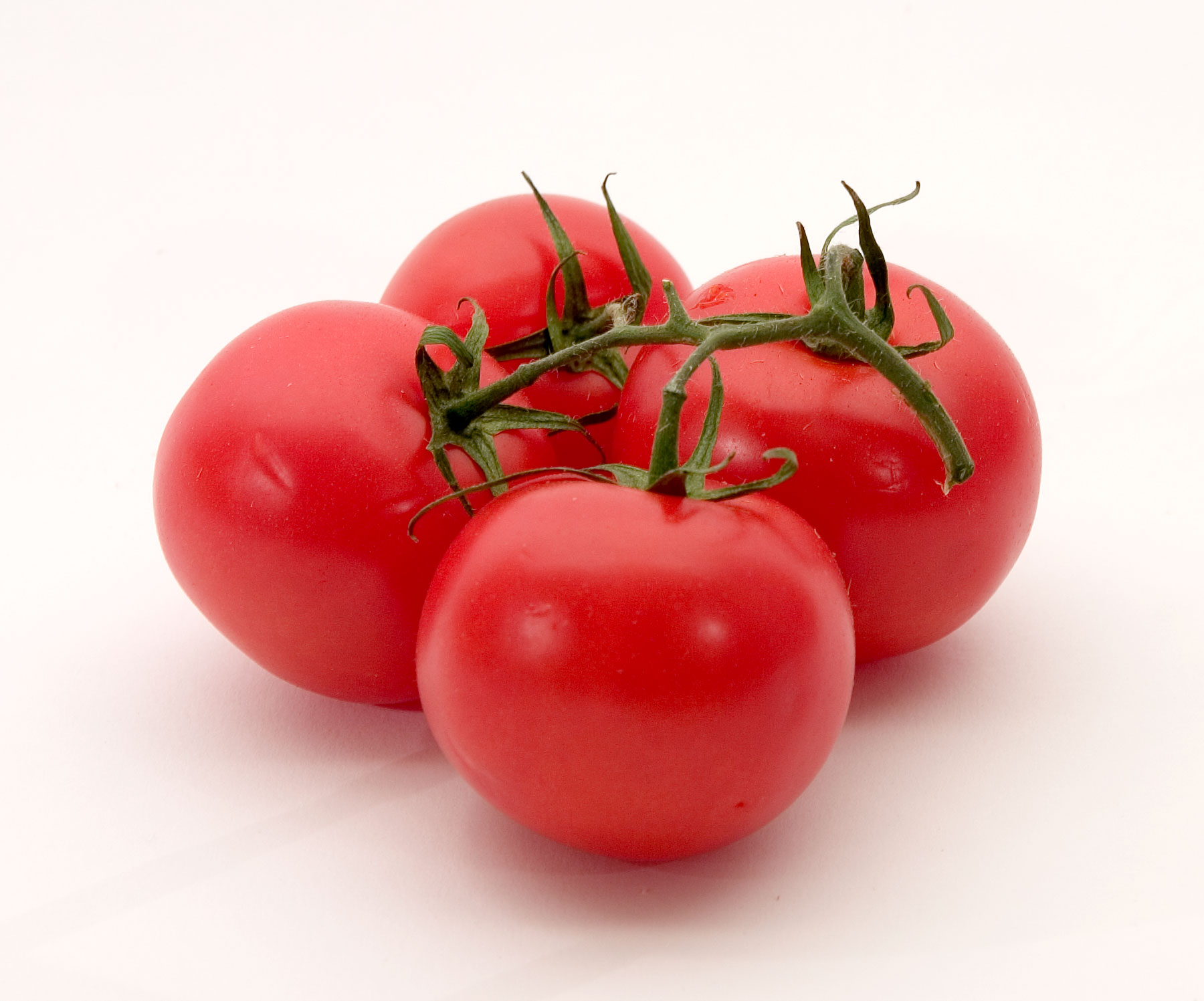

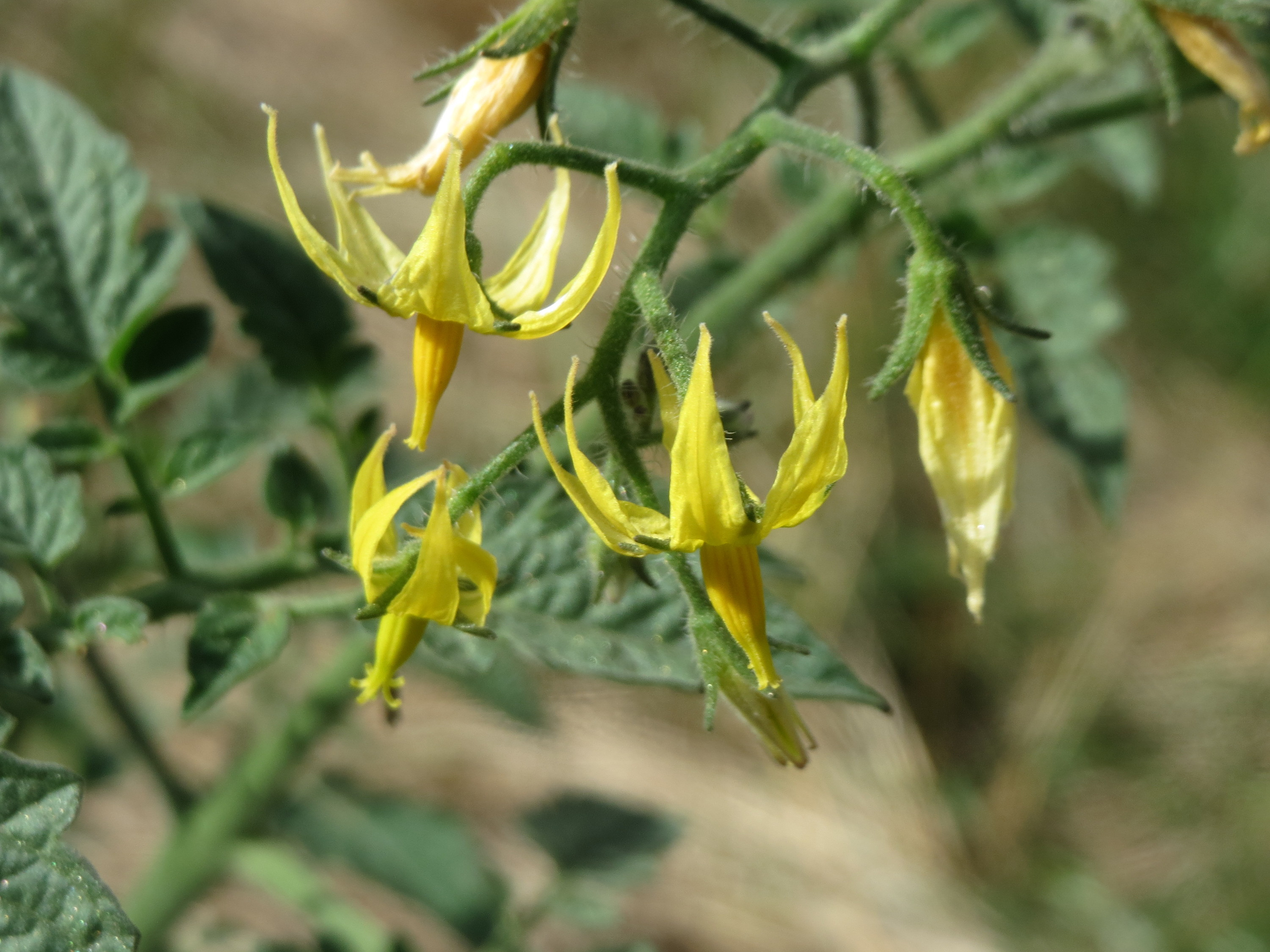
A paradicsom virága

A paradicsom (Solanum lycopersicum) a burgonyafélék családjába tartozó növény, Dél- és Közép-Amerikában őshonos. A szó egyaránt jelenti a növényt és annak bogyótermését, amelyet Magyarországon elsősorban zöldségként használunk fel. Népies nevei: paradicska, tomata, tomátó, padledzsika (csángóknál).
Sokak hangoztatják, hogy a paradicsom gyümölcs és nem zöldség. A vita abból a félreértésből eredhet,hogy az angol nyelvben a fruit szó egyaránt jelent termést és gyümölcsöt. Angolul tehát helytálló lehet a mondat: Tomato is a fruit [A paradicsom termés/gyümölcs]. A magyar nyelv ezzel szemben megkülönböztet termést és gyümölcsöt. Előbbi botanikai fogalom, mely a zárvatermők jellemző szerve, amely a virág termőjéből alakul ki. A paradicsom termése botanikailag bogyótermés. A gyümölcs azonban nem botanikai fogalom. Gyümölcsként a gasztronómiai felhasználásuk vagy a kertészeti termesztéstechnológiájuk alapján definiálhatunk bizonyos növényeket. Ezek alapján pedig a paradicsom nem gyümölcs, hanem zöldség.

## Származása, elterjedése
Őshazája Közép- és Dél-Amerika. Európában a 16. sz. végén ismerték meg: Spanyolországon, Portugálián és Itálián keresztül terjedt el. Ázsiába, Afrikába, Ausztráliába spanyol, portugál, ill. angol kereskedők vitték el a 17-18. században. Ma már az egész világon termesztik.

## Nevének eredete
A magyar paradicsom szó a „Paradicsom almája”, „paradicsomalma” kifejezésből rövidült. A növény „alma” nevét máig őrzi az olasz neve (pomodoro, azaz „aranyalma”). A paradicsom spanyolul tomate, ami azték eredetű szó: a spanyol hódítók az Amerikából behozott termés eredeti azték xitomatl nevét így rövidítették le. Ez a szó került be azután a legtöbb európai nyelvbe: például francia és német tomate, eszperantó és angol tomato, orosz томат (tomat).

## A paradicsom Magyarországon
Hazai források először 1649-ben Pozsonyban említik. Valószínűleg párhuzamosan olasz–német, ill. balkáni közvetítéssel terjedt el. Kezdetben dísznövény volt, az 1870-es években a dunakeszi kertészek voltak Magyarországon az első paradicsomtermelők. Nagyobb arányú termesztését Budapest környékén kezdték 1880 körül. A két világháború között a nagyüzemi konzervgyártás és az export adott új lendületet termesztésének.
Legjelentősebb paradicsomtermő tájak Magyarországon:
- Budapest környéke (Mogyoród, Fót, Rákospalota, Dunakeszi),
- Kecskemét és Nagykőrös vidéke (az I. világháborútól),
- Hatvan és környéke (az 1930-as évektől).
- Veresegyház környéke

Az 1880-as években a főváros környékén még zöldséges kertekben termesztették apró parcellákon és kis-bérleteken. Piacra elsőnek az agrárszegénység termelte, de hamarosan eltanulta ezt a birtokos parasztság is. A Budapest környéki termelőkörzetben az I. világháborúig helyi tapasztalatok alapján alakultak ki a paraszti paradicsomtermesztés technikái és tájfajtái. A kerti termesztést fölváltotta a szántóföldi termesztés a melegágyi paradicsompalánták korai áttűzdelésével.

## Leírása
Trópusi hazájában évelő kúszónövény, mérsékelt éghajlaton egyévesként termesztik, vannak egész éves kultúrák is. 
Fajtától függően 40-260 centiméter magasra nő, átlagban 150 centiméter magas. Termése 1-100 dekagrammig változó nagyságú lehet.
Gyökere főgyökér. Szár eredetű járulékos gyökereket is fejleszt.
Hajtása, levele sűrűn borított szőrökkel, mirigyesen szőrös is lehet. A szár növekedése szerint két fajtája van, a folytonos és determinált; ez utóbbi főhajtása virágzattal zárul. Levelei félbeszárnyaltak, a levélkék karéjosak. Virágzata forgó vagy kettősbogas forgó. Virágaiban a porzószálak összenőve oszlopszerűen körülveszik a bibét, azon túlnyúlnak (önbeporzó). Termése bogyó. Szára, levele, termése fajtánként változó.

## Termesztése

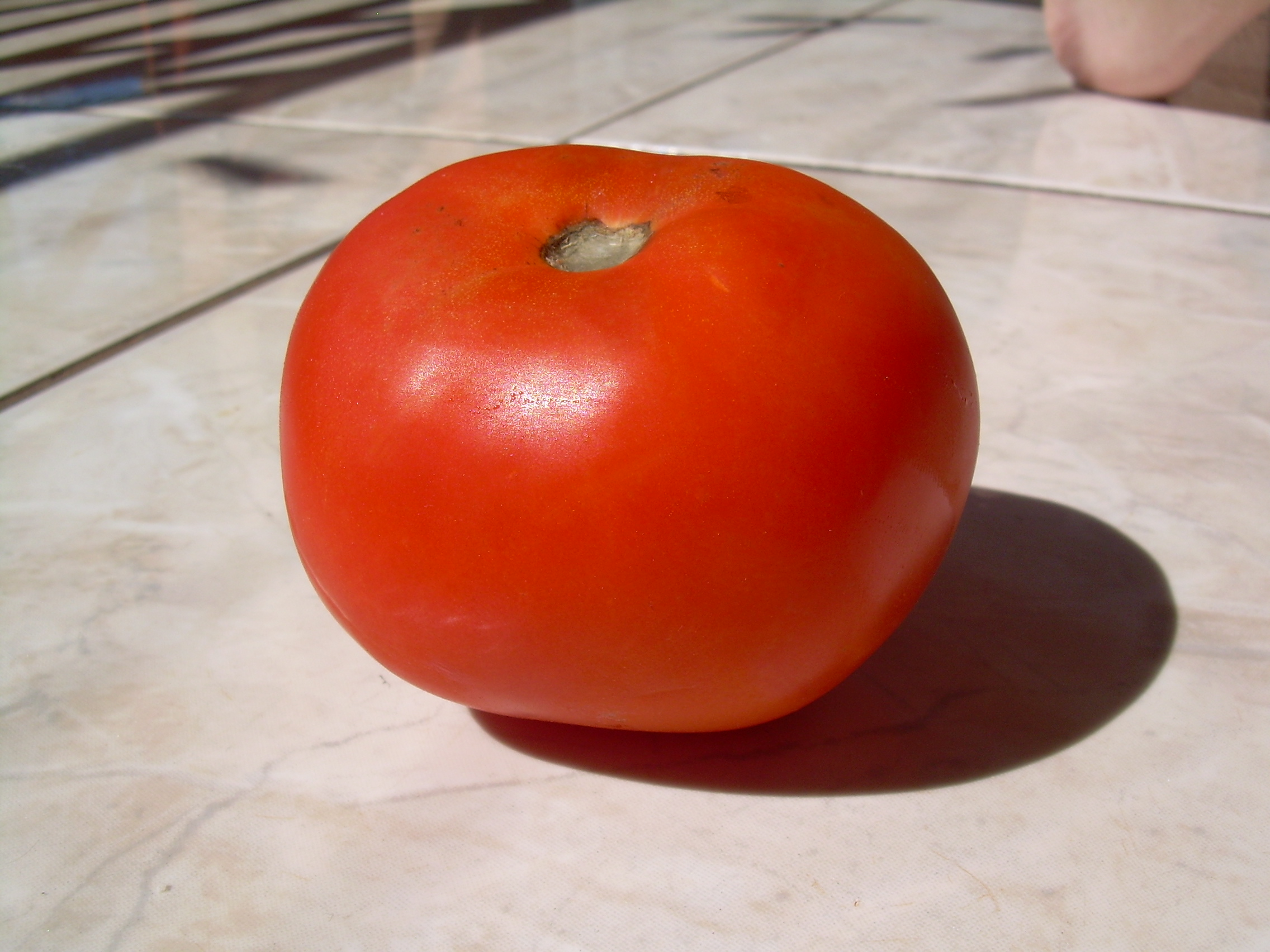

A paradicsom a világ egyik legnépszerűbb és legnagyobb mennyiségben termelt zöldsége. 2021-ben a paradicsomot több mint 160 országban termesztették, és az éves termés mennyisége meghaladta a 190 millió tonnát.
A világ legnagyobb paradicsom termelői közé tartozik Kína, India, Törökország, az Egyesült Államok és Olaszország. Ezek az országok a 2021-es termelésük alapján az első öt helyen álltak. 2021-ben Kína, India és Törökország az éves termés több mint felét (53%) adták a világ paradicsom termelésének.
A paradicsomot nyers fogyasztásra, konzerválásra, aszalásra egyaránt termesztik. Nagyon sok fajtája van és sokféleképpen használható fel.
Nagyon munkaigényes növény, a palántanevelés és az ültetés mellett fejtrágyázást, öntözést, kacsolást, kötözést és gyomirtást igényel. Szabadföldi termesztésnél a folytonnövő fajtákat karózzák és kötözik, a konzervipar számára nagyobb táblákon „gyalog” műveléssel termesztik. A paradicsomszüret az érett termés törékenysége miatt nagy gondosságot igényel, ezért leggyakrabban nem teljesen érett állapotban szedik, mivel a termés utóérő.
Manapság a paradicsomot egyre nagyobb területen termesztik különféle termesztőberendezésekben. Hazánkban a fűtött üvegházakban meghosszabbítható a szüret ideje. Leggyakrabban nem talajon, hanem valamilyen más közegben (kőzetgyapot, kókuszrost) nevelik és folyamatos műtrágyás öntözést kap a megfelelő fejlődés érdekében. Ökológiai gazdálkodásban (üvegházban is) csak természetes talajon termeszthető és nem használható fel műtrágya. Az üvegházban termesztett paradicsom növényvédelme a nem bio gazdaságokban is már többnyire "bio módon" történik. Leggyakrabban a kártevők természetes ellenségeit telepítik be.
A paradicsom az utóbbi 70–80 esztendőben egyre jelentősebb helyet foglal el a hazai táplálkozásban. Előbb csupán ételízesítésre és sűrített, konzervált állapotban használták, az I. világháborút követő évektől nyersen, salátának is fogyasztják.
Melegigényes növény. A magvak csírázása 9-11 C° körül kezdődik. Fejlődéséhez 20-22 C° a legkedvezőbb. 15 C° alatt és 25 C° fölött fejlődése lelassul. 10 C° alatti és 35 C° feletti hőmérsékleten növekedése megáll. -0,5, -0,8 C°-os fagyban már elpusztul. Víz igénye közepes. Középkötött talajon is jól fejlődik, de legjobban tenyészik a laza szerkezetű, humuszban gazdag, gyorsan melegedő homok- és vályogtalajon; a 6-7 pH körüli talajokat kedveli, de jól tűri a savanyú talajokat is. Szerves anyag-igénye nagy.

### Termesztett fajták típusai
Növekedési típus szerint megkülönböztetünk folytonos, determinált és féldeterminált fajtákat; bogyóalak szerint gömb, lapított, megnyúlt és szögletes alakúakat; bogyóméret szerint: koktél, cherry, közepes és nagy méretűeket; termesztési mód szerint szabadföldi, hajtatási és mindkettőre alkalmas fajtákat. A termés színe is rendkívül változatos lehet: piros, sárga, narancssárga, rózsaszín, bordó, fekete, zöld, fehér.

### Különleges fajták
- Több rekeszűek, nagy bogyójúak, sárga vagy piros színűek, gömbölyű és kúpos alakúak (L. l. convar. infiniens Lehm.)
- Kis bogyójúak (L. l. convar, parvibaccatum Lehm.)
- Cseresznye alakúak, piros és sárga színűek (L. l. provar. cerosiforme (Dun.)Alef.)
- Körte alakúak, sárga színűek (L. l. provar. pyriforme (Dun.)Alef.)
- Hosszában barázdáltak, paprika alakúak (L. l. convar. lycopersicum)[10]

### A paradicsom betegségeinek jelölése
| Megnevezése                   | Jele | Latin neve                     |
| ----------------------------- | ---- | ------------------------------ |
| dohánymozaikvírus             | Tm   | (Tobacco mosaic virus)         |
| verticilliumos hervadás       | V    | (Verticillium alboatrum)       |
| fuzáriumos hervadás           | F    | (Fusarium oxysporum 1 rassz)   |
| fuzáriumos hervadás           | F2   | (Fusarium oxysporum 1-2 rassz) |
| fuzáriumos gyökérnyakrothadás | Fr   | (Fusarium radicis)             |
| cladospóriumos betegség       | C    | (Cladosporium fulvum)          |
| szürke levélfoltosság         | St   | (Stemphylium botryosum)        |
| ezüstlevelűség                | Wi   | (Silvering)                    |

## Felhasználása
| Energia 18 kcal 74 kJ |         |
| Szénhidrátok | 3.89 g  |
| - Cukrok 2.63 g |         |
| - Étkezési rostok 1.2 g |         |
| Zsír | 0.20 g  |
| Fehérje | 0.88 g  |
| Víz | 94.52 g |
| A-vitamin ekviv. 42 μg | 5%      |
| β-karotin 449 μg | 4%      |
| Tiamin (B1-vitamin) 0.037 mg | 3%      |
| Riboflavin (B2-vitamin) 0.019 mg | 2%      |
| Niacin (B3-vitamin) 0.594 mg | 4%      |
| Pantoténsav (B5-vitamin) 0.089 mg | 2%      |
| B6-vitamin 0.080 mg | 6%      |
| Folsav (B9-vitamin) 15 μg | 4%      |
| B12-vitamin 0.00 μg | 0%      |
| C-vitamin 13.7 mg | 17%     |
| D-vitamin 0.0 μg | 0%      |
| E-vitamin 0.54 mg | 4%      |
| K-vitamin 7.9 μg | 8%      |
| Kalcium 10 mg | 1%      |
| Vas 0.27 mg | 2%      |
| Magnézium 11 mg | 3%      |
| Mangán 0.114 mg | 5%      |
| Foszfor 24 mg | 3%      |
| Kálium 237 mg | 5%      |
| Nátrium 5 mg | 0%      |
| Cink 0.17 mg | 2%      |
| likopin | 2573 µg |
| Közvetlen link A százalékos értékek az amerikai felnőttek számára javasolt napi mennyiségre (RDA) vonatkoznak. Forrás: USDA tápanyag adatbázis |         |

Felhasználható nyersen, aszalva, savanyúságnak, levesnek, mártásnak, passzírozva üdítőitalnak.
Szemben a gyümölcsökkel, amelyek nyersen a magasabb C-vitamin tartalom miatt egészségesebbek, a paradicsomnak főzve nagyobb a tápértéke, mert a likopin így könnyebben ki tud szabadulni a növényi rostok közül.
Hámozva a diétás étrendben is alkalmazható, mert így könnyebben emészthetővé válik.
A paradicsomnövény szára, levelei és csészelevelei stb. enyhén mérgezők, ezért nem fogyaszthatók. Az éretlen paradicsom kevésbé problémás, de érdemes inkább az érett paradicsomot fogyasztani.

### Tápanyagok
Táplálkozási értéke abban rejlik, hogy harmonikus összetételben tartalmazza a különböző aroma anyagokat, amelyet más növények ízben nem tudnak megközelíteni. A vitaminok közül legjelentősebb a C-vitamin (20–30 mg), de még 11-12 féle vitamin található benne, közöttük az A, B1, B2, ezek mellett jelentős mennyiségben (1,6 mg) tartalmaz karotint. [forrás?]

### Gyógyhatása
Élelmezési célok mellett gyógyhatása is jelentős. A tomatin nevű alkaloidájából gombás betegségek, gyulladásos folyamatok elleni kenőcsöket készítenek.
A benne található likopin egészségmegőrző hatású, csökkenti bizonyos daganatos betegségek kialakulásának esélyét (prosztata, gyomor, emlő), védelmet nyújt degeneratív idegrendszeri megbetegedésekkel szemben, jelenléte a bőrben véd a káros UV-sugaraktól. Kísérletileg bebizonyították, hogy a bogyó felszínhőmérsékletének 30-32 Celsius-fokra emelkedésével leáll a likopinképződés.
A népgyógyászatban ízületi gyulladás kiegészítő kezelésére szárított leveles hajtását alkalmazzák fürdővízbe téve.

## Zöldség vagy gyümölcs?
Az Amerikai Egyesült Államokban a 19. század végén vámi pereskedés is kerekedett abból, hogy zöldség-e vagy gyümölcs a paradicsom termése. Botanikai szempontból nincs értelme a kérdésnek, mert a zöldség és a gyümölcs kifejezések nem tudományos, hanem gazdasági/felhasználói fogalmak. Botanikailag a paradicsom növénynek termése, azon belül is bogyótermése van. A paradicsom termesztéstechnológiáját és felhasználását tekintve viszont egyértelműen zöldség. A gyümölcsök termesztése ugyanis évelő, több évig termő ültetvények formájában jellemző (eltekintve a szamóca napjainkban használatos egyéves technológiájától). A zöldségféléket – így a paradicsomot is – pedig jellemzően egyéves kultúraként termesztjük, melyet minden évben újra kell telepíteni.